# Brasile ai Giochi della XXXII Olimpiade

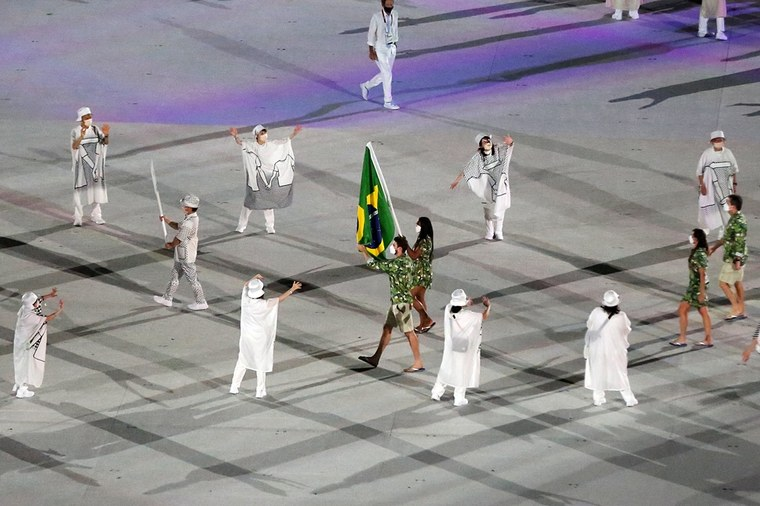
Brasile Cerimonia di apertura

Il Brasile ha partecipato ai Giochi della XXXII Olimpiade di Tokyo, svoltisi dal 23 luglio all'8 agosto 2021, con una delegazione di 302 atleti di cui 141 donne.

## Medaglie
| Riepilogo quotidiano | Riepilogo quotidiano | Riepilogo quotidiano | Riepilogo quotidiano | Riepilogo quotidiano | Riepilogo quotidiano | Riepilogo quotidiano |
| -------------------- | -------------------- | -------------------- | -------------------- | -------------------- | -------------------- | -------------------- |
| Giorno               | Data                 |                      |                      |                      | Totale               |                      |
| 1º                   | 24                   | 0                    | 0                    | 0                    | 0                    |                      |
| 2º                   | 25                   | 0                    | 1                    | 1                    | 2                    |                      |
| 3º                   | 26                   | 0                    | 1                    | 0                    | 1                    |                      |
| 4º                   | 27                   | 1                    | 0                    | 1                    | 2                    |                      |
| 5º                   | 28                   | 0                    | 0                    | 0                    | 0                    |                      |
| 6º                   | 29                   | 0                    | 1                    | 1                    | 2                    |                      |
| 7º                   | 30                   | 0                    | 0                    | 0                    | 0                    |                      |
| 8º                   | 31                   | 0                    | 0                    | 1                    | 1                    |                      |
| 9º                   | 1                    | 1                    | 0                    | 1                    | 2                    |                      |
| 10º                  | 2                    | 0                    | 0                    | 0                    | 0                    |                      |
| 11º                  | 3                    | 1                    | 0                    | 3                    | 4                    |                      |
| 12º                  | 4                    | 1                    | 0                    | 0                    | 1                    |                      |
| 13º                  | 5                    | 0                    | 1                    | 0                    | 1                    |                      |
| 14º                  | 6                    | 0                    | 0                    | 0                    | 0                    |                      |
| 15º                  | 7                    | 3                    | 0                    | 0                    | 3                    |                      |
| 16º                  | 8                    | 0                    | 2                    | 0                    | 2                    |                      |
| Totale               | Totale               | 7                    | 6                    | 8                    | 21                   |                      |

### Medagliere per disciplina
| Sport       | Oro | Argento | Bronzo | Totale |
| ----------- | --- | ------- | ------ | ------ |
| Pugilato    | 1   | 1       | 1      | 3      |
| Ginnastica  | 1   | 1       | 0      | 2      |
| Nuoto       | 1   | 0       | 2      | 3      |
| Calcio      | 1   | 0       | 0      | 1      |
| Canoa/kayak | 1   | 0       | 0      | 1      |
| Surf        | 1   | 0       | 0      | 1      |
| Vela        | 1   | 0       | 0      | 1      |
| Skateboard  | 0   | 3       | 0      | 3      |
| Pallavolo   | 0   | 1       | 0      | 1      |
| Atletica    | 0   | 0       | 2      | 2      |
| Judo        | 0   | 0       | 2      | 2      |
| Tennis      | 0   | 0       | 1      | 1      |
| Totale      | 7   | 5       | 8      | 21     |

### Medaglie d'oro
| Medaglia | Atleta | Sport       | Evento                |
| -------- | --- | ----------- | --------------------- |
| Oro      | Ítalo Ferreira | Surf        | Shortboard maschile   |
| Oro      | Rebeca Andrade | Ginnastica  | Volteggio femminile   |
| Oro      | Martine Grael Kahena Kunze | Vela        | 49erFX femminile      |
| Oro      | Ana Marcela Cunha | Nuoto       | 10 km femminili       |
| Oro      | Isaquias Queiroz | Canoa/kayak | Kayak 1000 m maschile |
| Oro      | Hebert Conceição | Pugilato    | Pesi medi             |
| Oro      | Santos Gabriel Menino Diego Carlos Ricardo Graça Douglas Luiz Guilherme Arana Paulinho Bruno Guimarães Matheus Cunha Richarlison Antony Brenno Dani Alves Bruno Fuchs Nino Abner Malcom Matheus Henrique Reinier Claudinho Gabriel Martinelli Lucão | Calcio      | Torneo maschile       |

### Medaglie di argento
| Medaglia | Atleta | Sport      | Evento                         |
| -------- | --- | ---------- | ------------------------------ |
| Argento  | Rayssa Leal | Skateboard | Street femminile               |
| Argento  | Kelvin Hoefler | Skateboard | Street maschile                |
| Argento  | Rebeca Andrade | Ginnastica | Concorso individuale femminile |
| Argento  | Pedro Barros | Skateboard | Park maschile                  |
| Argento  | Beatriz Ferreira | Pugilato   | Pesi leggeri femminile         |
| Argento  | Caroline Gattaz Rosamaria Montibeller Mácris Carneiro Roberta Ratzke Gabriela Guimarães Tandara Caixeta Natália Pereira Ana Carolina da Silva Fernanda Garay Ana Cristina de Souza Camila Brait Ana Beatriz Corrêa | Pallavolo  | Pallavolo femminile            |

### Medaglie di bronzo
| Medaglia | Atleta                      | Sport    | Evento                          |
| -------- | --------------------------- | -------- | ------------------------------- |
| Bronzo   | Daniel Cargnin              | Judo     | 66 kg maschile                  |
| Bronzo   | Fernando Scheffer           | Nuoto    | 200 metri stile libero maschili |
| Bronzo   | Mayra Aguiar                | Judo     | 78 kg femminile                 |
| Bronzo   | Laura Pigossi Luisa Stefani | Tennis   | Doppio femminile                |
| Bronzo   | Bruno Fratus                | Nuoto    | 50 metri stile libero maschili  |
| Bronzo   | Thiago Braz                 | Atletica | Salto con l'asta maschile       |
| Bronzo   | Abner Teixeira              | Pugilato | Pesi massimi                    |
| Bronzo   | Alison dos Santos           | Atletica | 400 metri ostacoli maschili     |

## Delegazione
| Sport              | Uomini | Donne | Totale |
| ------------------ | ------ | ----- | ------ |
| Atletica leggera   | 33     | 20    | 53     |
| Badminton          | 1      | 1     | 2      |
| Calcio             | 18     | 18    | 36     |
| Canoa              | 4      | 1     | 5      |
| Canottaggio        | 1      | 0     | 1      |
| Ciclismo           | 3      | 2     | 5      |
| Equitazione        | 7      | 0     | 7      |
| Ginnastica         | 5      | 7     | 12     |
| Judo               | 7      | 6     | 13     |
| Lotta              | 1      | 2     | 3      |
| Nuoto              | 16     | 11    | 27     |
| Pallamano          | 14     | 14    | 28     |
| Pallavolo          | 16     | 16    | 32     |
| Pentathlon moderno | 0      | 1     | 0      |
| Pugilato           | 4      | 3     | 7      |
| Rugby a 7          | 0      | 12    | 12     |
| Scherma            | 1      | 1     | 2      |
| Skateboard         | 6      | 6     | 12     |
| Sollevamento pesi  | 0      | 2     | 2      |
| Surf               | 2      | 2     | 4      |
| Taekwondo          | 2      | 1     | 3      |
| Tennis             | 4      | 2     | 6      |
| Tennis tavolo      | 3      | 3     | 6      |
| Tiro               | 1      | 0     | 1      |
| Tiro con l'arco    | 1      | 1     | 2      |
| Triathlon          | 1      | 2     | 3      |
| Tuffi              | 2      | 2     | 4      |
| Vela               | 7      | 6     | 13     |
| Totale             | 160    | 142   | 302    |

## Atletica leggera

### Uomini
Eventi su pista e strada
| Atleta                                                                                         | Evento            | Batteria  | Batteria  | Semifinale      | Semifinale      | Finale          | Finale          |
| Atleta                                                                                         | Evento            | Risultato | Posizione | Risultato       | Posizione       | Risultato       | Posizione       |
| ---------------------------------------------------------------------------------------------- | ----------------- | --------- | --------- | --------------- | --------------- | --------------- | --------------- |
| Paulo André de Oliveira                                                                        | 100 m             | 10"17     | 3º Q      | 10"31           | 8º              | Non qualificato | Non qualificato |
| Rodrigo do Nascimento                                                                          | 100 m             | 10"24     | 6º        | Non qualificato | Non qualificato | Non qualificato | Non qualificato |
| Felipe Bardi dos Santos                                                                        | 100 m             | 10"26     | 5º        | Non qualificato | Non qualificato | Non qualificato | Non qualificato |
| Aldemir da Silva Junior                                                                        | 200 m             | 20"84     | 6º        | Non qualificato | Non qualificato | Non qualificato | Non qualificato |
| Jorge Vides                                                                                    | 200 m             | 20"94     | 4º        | Non qualificato | Non qualificato | Non qualificato | Non qualificato |
| Lucas Vilar                                                                                    | 200 m             | 21"31     | 6º        | Non qualificato | Non qualificato | Non qualificato | Non qualificato |
| Lucas Carvalho                                                                                 | 400 m             | 46"12     | 7º        | Non qualificato | Non qualificato | Non qualificato | Non qualificato |
| Thiago André                                                                                   | 800 m             | 1'47"75   | 8º        | Non qualificato | Non qualificato | Non qualificato | Non qualificato |
| Thiago André                                                                                   | 1500 m            | 3'47"71   | 13º       | Non qualificato | Non qualificato | Non qualificato | Non qualificato |
| Gabriel Constantino                                                                            | 110 m ostacoli    | 13"55     | 5º q      | 13"89           | 8º              | Non qualificato | Non qualificato |
| Eduardo de Deus                                                                                | 110 m ostacoli    | 13"78     | 8º        | Non qualificato | Non qualificato | Non qualificato | Non qualificato |
| Raphael Pereira                                                                                | 110 m ostacoli    | 13"46     | 3º Q      | 13"62           | 6º              | Non qualificato | Non qualificato |
| Alison dos Santos                                                                              | 400 m ostacoli    | 48"42     | 2º Q      | 47"31           | 1º Q            | 46"72           |                 |
| Márcio Teles                                                                                   | 400 m ostacoli    | 49"70     | 6º        | Non qualificato | Non qualificato | Non qualificato | Non qualificato |
| Altobeli da Silva                                                                              | 3000 m siepi      | 8'29"17   | 9º        | N.D.            | N.D.            | Non qualificato | Non qualificato |
| Felipe Bardi dos Santos Rodrigo do Nascimento Paulo André de Oliveira Derick Silva Jorge Vides | Staffetta 4×100 m | 38"34     | 12ª       | N.D.            | N.D.            | Non qualificata | Non qualificata |
| Daniel Chaves da Silva                                                                         | Maratona          | N.D.      | N.D.      | N.D.            | N.D.            | DNF             | DNF             |
| Daniel Ferreira do Nascimento                                                                  | Maratona          | N.D.      | N.D.      | N.D.            | N.D.            | DNF             | DNF             |
| Paulo Roberto Paula                                                                            | Maratona          | N.D.      | N.D.      | N.D.            | N.D.            | 2h26'08"        | 69º             |
| Caio Bonfim                                                                                    | Marcia 20 km      | N.D.      | N.D.      | N.D.            | N.D.            | 1'23"21         | 13º             |
| Matheus Corrêa                                                                                 | Marcia 20 km      | N.D.      | N.D.      | N.D.            | N.D.            | 1'31"47         | 46º             |
| Lucas Mazzo                                                                                    | Marcia 20 km      | N.D.      | N.D.      | N.D.            | N.D.            | DNF             | DNF             |

Eventi su campo
| Atleta                    | Evento           | Qualificazione | Qualificazione | Finale          | Finale          |
| Atleta                    | Evento           | Risultato      | Posizione      | Risultato       | Posizione       |
| ------------------------- | ---------------- | -------------- | -------------- | --------------- | --------------- |
| Fernando Ferreira         | Salto in alto    | 2,21 m         | 21º            | Non qualificato | Non qualificato |
| Thiago Moura              | Salto in alto    | 2,21 m         | 21º            | Non qualificato | Non qualificato |
| Thiago Braz da Silva      | Salto con l'asta | 5,75 m         | 8º Q           | 5,87 m          |                 |
| Augusto Dutra de Oliveira | Salto con l'asta | 5,65 m         | 16º            | Non qualificato | Non qualificato |
| Samory Fraga              | Salto in lungo   | 7,88 m         | 16º            | Non qualificato | Non qualificato |
| Alexsandro Melo           | Salto in lungo   | 6,95 m         | 29º            | Non qualificato | Non qualificato |
| Alexsandro Melo           | Salto triplo     | 15,65 m        | 12º            | Non qualificato | Non qualificato |
| Mateus de Sá              | Salto triplo     | 16,49 m        | 10º            | Non qualificato | Non qualificato |
| Almir Cunha dos Santos    | Salto triplo     | 16,27 m        | 13º            | Non qualificato | Non qualificato |
| Darlan Romani             | Getto del peso   | 21,31 m        | 4º Q           | 21,88 m         | 4º              |

Eventi multipli
| Atleta            | Evento    | 100 m      | Lungo      | Peso        | Alto       | 400 m      | 110 ost.   | Disco       | Asta       | Giav.       | 1500 m       | Punteggio totale | Pos. |
| ----------------- | --------- | ---------- | ---------- | ----------- | ---------- | ---------- | ---------- | ----------- | ---------- | ----------- | ------------ | ---------------- | ---- |
| Filipe Dos Santos | Decathlon | 10''58 956 | 7.38 m 905 | 14.13 m 736 | 2.02 m 822 | 49''31 847 | 14''58 901 | 39.91 m 663 | 4.60 m 790 | 54.56 m 656 | 4'52''40 604 | 7880             | 18°  |

### Donne
Eventi su pista e strada
| Atleta | Evento            | Batteria  | Batteria  | Semifinale      | Semifinale      | Finale          | Finale          |
| Atleta | Evento            | Risultato | Posizione | Risultato       | Posizione       | Risultato       | Posizione       |
| --- | ----------------- | --------- | --------- | --------------- | --------------- | --------------- | --------------- |
| Rosângela Santos                                                                                             | 100 m             | 11"33     | 5ª        | Non qualificata | Non qualificata | Non qualificata | Non qualificata |
| Vitória Cristina Rosa                                                                                        | 100 m             | DNS       | 8ª        | Non qualificata | Non qualificata | Non qualificata | Non qualificata |
| Vitória Cristina Rosa                                                                                        | 200 m             | 23"59     | 7ª        | Non qualificata | Non qualificata | Non qualificata | Non qualificata |
| Ana Carolina Azevedo                                                                                         | 200 m             | 23"20     | 5ª        | Non qualificata | Non qualificata | Non qualificata | Non qualificata |
| Tiffani Marinho                                                                                              | 400 m             | 52"11     | 5ª        | Non qualificata | Non qualificata | Non qualificata | Non qualificata |
| Ketiley Batista                                                                                              | 100 m ostacoli    | 13"40     | 7ª        | Non qualificata | Non qualificata | Non qualificata | Non qualificata |
| Chayenne da Silva                                                                                            | 400 m ostacoli    | 55"55     | 8ª        | Non qualificata | Non qualificata | Non qualificata | Non qualificata |
| Tatiane Raquel da Silva                                                                                      | 3000 m siepi      | 9'36"43   | 7ª        | N.D.            | N.D.            | Non qualificata | Non qualificata |
| Simone Ferraz                                                                                                | 3000 m siepi      | 10'00"92  | 14ª       | N.D.            | N.D.            | Non qualificata | Non qualificata |
| Ana Carolina Azevedo Bruna Farias Ana Cláudia Lemos Lorraine Martins* Vitória Cristina Rosa Rosângela Santos | Staffetta 4×100 m | 43"15     | 11ª       | N.D.            | N.D.            | Non qualificata | Non qualificata |
| Érica de Sena                                                                                                | Marcia 20 km      | N.D.      | N.D.      | N.D.            | N.D.            | 1h31'39"        | 11ª             |

Eventi su campo
| Atleta               | Evento                 | Qualificazione | Qualificazione | Finale          | Finale          |
| Atleta               | Evento                 | Risultato      | Posizione      | Risultato       | Posizione       |
| -------------------- | ---------------------- | -------------- | -------------- | --------------- | --------------- |
| Eliane Martins       | Salto in lungo         | 6,43 m         | 18ª            | Non qualificata | Non qualificata |
| Núbia Soares         | Salto triplo           | 14,07 m        | 17ª            | Non qualificata | Non qualificata |
| Geisa Arcanjo        | Getto del peso         | 16,46 m        | 29ª            | Non qualificata | Non qualificata |
| Izabela da Silva     | Lancio del disco       | 61,52 m        | 12ª Q          | 60,39 m         | 11ª             |
| Andressa de Morais   | Lancio del disco       | 58,90 m        | 20ª            | Non qualificata | Non qualificata |
| Fernanda Martins     | Lancio del disco       | 57,90 m        | 24ª            | Non qualificata | Non qualificata |
| Laila Ferrer e Silva | Lancio del giavellotto | 59,47 m        | 18ª            | Non qualificata | Non qualificata |
| Jucilene de Lima     | Lancio del giavellotto | 60,14 m        | 15ª            | Non qualificata | Non qualificata |

Eventi multipli

### Misto
| Atleta | Evento  | Batteria  | Batteria  | Finale          | Finale          |
| Atleta | Evento  | Risultato | Posizione | Risultato       | Posizione       |
| --- | ------- | --------- | --------- | --------------- | --------------- |
| Pedro Burmann João Henrique Cabral* Anderson Henriques Tábata de Carvalho Geisa Coutinho* Tiffani Marinho | 4×400 m | 3'15"89   | 14ª       | Non qualificata | Non qualificata |

## Badminton
| Atleta                  | Evento            | Girone                   | Girone                    | Girone | Ottavi               | Quarti               | Semifinale           | Finale               | Finale          |
| Atleta                  | Evento            | Avversario Punteggio     | Avversario Punteggio      | Pos.   | Avversario Punteggio | Avversario Punteggio | Avversario Punteggio | Avversario Punteggio | Pos.            |
| ----------------------- | ----------------- | ------------------------ | ------------------------- | ------ | -------------------- | -------------------- | -------------------- | -------------------- | --------------- |
| Ygor Coelho de Oliveira | Singolo maschile  | Paul V (21–5, 21–16)     | Tsuneyama P (14–21, 8–21) | 2º     | Non qualificato      | Non qualificato      | Non qualificato      | Non qualificato      | Non qualificato |
| Fabiana Silva           | Singolo femminile | Ulitina P (14–21, 20–22) | Zhang P (9–21, 10–21)     | 3ª     | Non qualificata      | Non qualificata      | Non qualificata      | Non qualificata      | Non qualificata |

## Beach volley
| Atleta                                  | Torneo    | Primo turno                                     | Primo turno                                   | Primo turno                             | Primo turno | Ripescaggio          | Ottavi                                  | Quarti                                         | Semifinali           | Finale               | Finale          |
| Atleta                                  | Torneo    | Avversario Punteggio                            | Avversario Punteggio                          | Avversario Punteggio                    | Pos.        | Avversario Punteggio | Avversario Punteggio                    | Avversario Punteggio                           | Avversario Punteggio | Avversario Punteggio | Pos.            |
| --------------------------------------- | --------- | ----------------------------------------------- | --------------------------------------------- | --------------------------------------- | ----------- | -------------------- | --------------------------------------- | ---------------------------------------------- | -------------------- | -------------------- | --------------- |
| Alison Cerutti Álvaro Morais Filho      | Maschile  | Azaad / Capogrosso V (21–16, 21–17)             | Dalhausser / Lucena P (22–24, 21–19, 13–15)   | Brouwer / Meeuwsen V (21–14, 24–22)     | 1ª Q        | N.D.                 | Gaxiola / Rubio V (21–14, 21–13)        | Pļaviņš / Točs P (16–21, 19–21)                | Non qualificati      | Non qualificati      | Non qualificati |
| Evandro Oliveira Bruno Oscar Schmidt    | Maschile  | E. Grimalt / M. Grimalt V (21–15, 16–21, 15–12) | Abicha / El Graoui V (21–14, 21–16)           | Bryl / Fijałek V (19–21, 21–14, 17–15)  | 1ª Q        | N.D.                 | Pļaviņš / Točs P (19–21, 18–21)         | Non qualificati                                | Non qualificati      | Non qualificati      | Non qualificati |
| Ágatha Bednarczuk Eduarda Santos Lisboa | Femminile | Gallay / Pereyra V (21–19, 21–11)               | Wang F / Xia P (21–14, 21–16)                 | Bansley / Wilkerson V (21–18, 21–18)    | 2ª Q        | N.D.                 | Kozuch / Ludwig P (19–21, 21–19, 14–16) | Non qualificate                                | Non qualificate      | Non qualificate      | Non qualificate |
| Rebecca Cavalcanti Ana Patrícia Ramos   | Femminile | Khadambi / Makokha V (21–15, 21–9)              | Graudiņa / Kravčenoka P (15–21, 21–12, 12–15) | Claes / Sponcil P (21–17, 19–21, 11–15) | 3ª Q        | N.D.                 | Wang F / Xia V (21–14, 23–21)           | Heidrich / Vergé-Dépré P (19–21, 21–18, 12–15) | Non qualificate      | Non qualificate      | Non qualificate |

## Calcio
| Squadra             | Torneo    | Girone               | Girone               | Girone               | Girone | Quarti                   | Semifinali                | Finale / FB          | Pos. |
| Squadra             | Torneo    | Avversario Risultato | Avversario Risultato | Avversario Risultato | Pos.   | Avversario Risultato     | Avversario Risultato      | Avversario Risultato | Pos. |
| ------------------- | --------- | -------------------- | -------------------- | -------------------- | ------ | ------------------------ | ------------------------- | -------------------- | ---- |
| Nazionale maschile  | Maschile  | Germania V 4–2       | Costa d'Avorio N 0–0 | Arabia Saudita V 3–1 | 1ª Q   | Egitto V 1–0             | Messico V 0–0 (4–1 d.t.r) | Spagna V 2–1         |      |
| Nazionale femminile | Femminile | Cina V 5–0           | Paesi Bassi N 3–3    | Zambia V 1–0         | 2ª Q   | Canada P 0–0 (3–4 d.t.r) | Non qualificata           | Non qualificata      | 6ª   |

## Canoa/kayak

### Slalom
| Atleta         | Evento       | Qualificazioni | Qualificazioni | Qualificazioni | Qualificazioni | Qualificazioni | Qualificazioni | Semifinali | Semifinali | Semifinali | Finale          | Finale          | Finale          |
| Atleta         | Evento       | 1ª manche      | Pos.           | 2ª manche      | Pos.           | Migliore       | Posizione      | Penalità   | Tempo      | Posizione  | Penalità        | Tempo           | Posizione       |
| -------------- | ------------ | -------------- | -------------- | -------------- | -------------- | -------------- | -------------- | ---------- | ---------- | ---------- | --------------- | --------------- | --------------- |
| Pepe Gonçalves | K1 maschile  | 98"13          | 4              | 92"91          | 2              | 92"91          | 10º Q          | 6"         | 104"33     | 19º        | Non qualificato | Non qualificato | Non qualificato |
| Ana Sátila     | C1 femminile | 120"56         | 4ª             | 109"90         | 2ª             | 109"90         | 4ª Q           | 3"         | 114"27     | 3ª Q       | 52"             | 164"71          | 10ª             |
| Ana Sátila     | K1 femminile | 108"22         | 5ª             | 106"82         | 7ª             | 106"82         | 7ª Q           | 0"         | 114"62     | 13ª        | Non qualificata | Non qualificata | Non qualificata |

### Velocità
| Atleta                         | Evento             | Batteria | Batteria  | Quarti   | Quarti    | Semifinale      | Semifinale      | Finale          | Finale          |
| Atleta                         | Evento             | Tempo    | Posizione | Tempo    | Posizione | Tempo           | Posizione       | Tempo           | Posizione       |
| ------------------------------ | ------------------ | -------- | --------- | -------- | --------- | --------------- | --------------- | --------------- | --------------- |
| Vagner Souta                   | K1 1000 m maschile | 3'57"178 | 5º Q      | 3'52"402 | 3º        | Non qualificato | Non qualificato | Non qualificato | Non qualificato |
| Jacky Godmann                  | C1 1000 m maschile | 4'24"732 | 4º Q      | 4'18"208 | 6º        | Non qualificato | Non qualificato | Non qualificato | Non qualificato |
| Isaquias Queiroz               | C1 1000 m maschile | 3'59"894 | 1º Q      | Bye      | Bye       | 4'05"579        | 1º Q            | 4'04"408        |                 |
| Jacky Godmann Isaquias Queiroz | C2 1000 m maschile | 3'48"378 | 3ª Q      | 3'48"611 | 1ª Q      | 3'27"167        | 4ª Q            | 3'27"603        | 4ª              |

## Canottaggio
| Atleta         | Evento           | Batteria | Batteria  | Ripescaggio | Ripescaggio | Quarti  | Quarti    | Semifinale | Semifinale | Finale / Finale B | Finale / Finale B |
| Atleta         | Evento           | Tempo    | Posizione | Tempo       | Posizione   | Tempo   | Posizione | Tempo      | Posizione  | Tempo             | Posizione         |
| -------------- | ---------------- | -------- | --------- | ----------- | ----------- | ------- | --------- | ---------- | ---------- | ----------------- | ----------------- |
| Lucas Verthein | Singolo maschile | 7'05"00  | 3º Q      | Bye         | Bye         | 7'14"26 | 2º Q      | 7'02"87    | 5º qB      | 6'52"09           | 12º               |

## Ciclismo

### Mountain bike
| Atleta            | Evento                  | Tempo    | Posizione |
| ----------------- | ----------------------- | -------- | --------- |
| Henrique Avancini | Cross-country maschile  | 1h28'09" | 13º       |
| Luiz Cocuzzi      | Cross-country maschile  | 1h32'21" | 27º       |
| Jaqueline Mourão  | Cross-country femminile | LAP      | 35ª       |

### BMX
Corsa
| Atleta             | Evento          | Quarti | Quarti    | Semifinale      | Semifinale      | Finale          | Finale          |
| Atleta             | Evento          | Punti  | Posizione | Punti           | Posizione       | Tempo           | Posizione       |
| ------------------ | --------------- | ------ | --------- | --------------- | --------------- | --------------- | --------------- |
| Renato Rezende     | Corsa maschile  | 10     | 3º Q      | 20              | 7º              | Non qualificato | Non qualificato |
| Priscilla Carnaval | Corsa femminile | 18     | 6ª        | Non qualificata | Non qualificata | Non qualificata | Non qualificata |

## Equitazione

### Dressage
| Atleta            | Cavallo  | Evento      | Grand Prix | Grand Prix | Grand Prix Special | Grand Prix Special | Grand Prix Freestyle | Grand Prix Freestyle | Grand Prix Freestyle | Grand Prix Freestyle |
| Atleta            | Cavallo  | Evento      | Punteggio  | Classifica | Punteggio          | Classifica         | Tecnico              | Artistico            | Totale               | Classifica           |
| ----------------- | -------- | ----------- | ---------- | ---------- | ------------------ | ------------------ | -------------------- | -------------------- | -------------------- | -------------------- |
| João Victor Oliva | Escorial | Individuale | 70,419     | 26º        | N.D.               | N.D.               | Non qualificato      | Non qualificato      | Non qualificato      | Non qualificato      |

### Concorso completo
| Atleta                                              | Cavallo                             | Evento      | Dressage | Dressage | Cross-country | Cross-country | Cross-country | Salto ostacoli  | Salto ostacoli  | Salto ostacoli  | Salto ostacoli  | Salto ostacoli  | Salto ostacoli  | Totale          | Totale          |
| Atleta                                              | Cavallo                             | Evento      | Dressage | Dressage | Cross-country | Cross-country | Cross-country | Qualificazione  | Qualificazione  | Qualificazione  | Finale          | Finale          | Finale          | Totale          | Totale          |
| Atleta                                              | Cavallo                             | Evento      | Penalità | Pos.     | Penalità      | Totale        | Pos.          | Penalità        | Totale          | Pos.            | Penalità        | Totale          | Pos.            | Penalità        | Pos.            |
| --------------------------------------------------- | ----------------------------------- | ----------- | -------- | -------- | ------------- | ------------- | ------------- | --------------- | --------------- | --------------- | --------------- | --------------- | --------------- | --------------- | --------------- |
| Rafael Losano                                       | Fuiloda                             | Individuale | 36,00    | 43º      | RT            | RT            | RT            | Non qualificato | Non qualificato | Non qualificato | Non qualificato | Non qualificato | Non qualificato | Non qualificato | Non qualificato |
| Carlos Paro                                         | Goliath                             | Individuale | 36,10    | 44º      | 22,80         | 58,90         | 33º           | 4,00            | 62,90           | 32º             | Non qualificato | Non qualificato | Non qualificato | 62,90           | 32º             |
| Marcelo Tosi                                        | Glenfly                             | Individuale | 31,50    | 21º      | 8,80          | 40,30         | 24º           | WD              | WD              | WD              | Non qualificato | Non qualificato | Non qualificato | Non qualificato | Non qualificato |
| Rafael Losano Carlos Paro Marcelo Tosi Márcio Appel | Fuiloda Goliath Glenfly Iberon Jmen | Squadre     | 103,60   | 11ª      | 231,60        | 335,20        | 13ª           | 108,40+20,00    | 463,60          | 12ª             | N.D.            | N.D.            | N.D.            | 463,60          | 12ª             |

### Salto ostacoli
| Atleta                                                   | Cavallo                                     | Evento      | Qualificazione | Qualificazione | Finale          | Finale          | Jump-off        | Jump-off        |
| Atleta                                                   | Cavallo                                     | Evento      | Penalità       | Pos.           | Penalità        | Pos.            | Penalità        | Pos.            |
| -------------------------------------------------------- | ------------------------------------------- | ----------- | -------------- | -------------- | --------------- | --------------- | --------------- | --------------- |
| Yuri Mansur                                              | Alfons                                      | Individuale | 0,00           | 1º Q           | 8,00            | 20º             | Non qualificato | Non qualificato |
| Marlon Zanotelli                                         | Edgar                                       | Individuale | 4,00           | =31º           | Non qualificato | Non qualificato | Non qualificato | Non qualificato |
| Yuri Mansur Rodrigo Pessoa Pedro Veniss Marlon Zanotelli | Alfons Carlito's Way Quabri de l'Isle Edgar | Squadre     | 25,00          | 8ª Q           | 29,00           | 6ª              | N.D.            | N.D.            |

## Ginnastica

### Ginnastica artistica
Uomini
| Atleta                    | Evento               | Qualificazione                               | Qualificazione                               | Qualificazione                               | Qualificazione                               | Qualificazione                               | Qualificazione                               | Qualificazione                               | Qualificazione                               | Finale          | Finale          | Finale          | Finale          | Finale          | Finale          | Finale          | Finale          |
| Atleta                    | Evento               | Attrezzo                                     | Attrezzo                                     | Attrezzo                                     | Attrezzo                                     | Attrezzo                                     | Attrezzo                                     | Totale                                       | Pos.                                         | Attrezzo        | Attrezzo        | Attrezzo        | Attrezzo        | Attrezzo        | Attrezzo        | Totale          | Pos.            |
| Atleta                    | Evento               | CL                                           | C                                            | A                                            | V                                            | P                                            | S                                            | Totale                                       | Pos.                                         | CL              | C               | A               | V               | P               | S               | Totale          | Pos.            |
| ------------------------- | -------------------- | -------------------------------------------- | -------------------------------------------- | -------------------------------------------- | -------------------------------------------- | -------------------------------------------- | -------------------------------------------- | -------------------------------------------- | -------------------------------------------- | --------------- | --------------- | --------------- | --------------- | --------------- | --------------- | --------------- | --------------- |
| Francisco Barretto Júnior | Concorso a squadre   | 13,000                                       | 13,200                                       | 13,200                                       | 13,466                                       | 14,000                                       | 13,833                                       | 80,699                                       | 42º                                          | Non qualificata | Non qualificata | Non qualificata | Non qualificata | Non qualificata | Non qualificata | Non qualificata | Non qualificata |
| Arthur Mariano            | Concorso a squadre   | 12,800                                       | –                                            | –                                            | 13,500                                       | –                                            | 14,133                                       | DNF                                          | DNF                                          | Non qualificata | Non qualificata | Non qualificata | Non qualificata | Non qualificata | Non qualificata | Non qualificata | Non qualificata |
| Diogo Soares              | Concorso a squadre   | 14,200                                       | 12,800                                       | 13,133                                       | 14,066                                       | 13,900                                       | 13,233                                       | 81,332                                       | 36º Q                                        | Non qualificata | Non qualificata | Non qualificata | Non qualificata | Non qualificata | Non qualificata | Non qualificata | Non qualificata |
| Caio Souza                | Concorso a squadre   | 13,966                                       | 13,400                                       | 14,333                                       | 14,600 Q                                     | 14,533                                       | 13,466                                       | 84,298                                       | 18º Q                                        | Non qualificata | Non qualificata | Non qualificata | Non qualificata | Non qualificata | Non qualificata | Non qualificata | Non qualificata |
| Totale squadra            | Concorso a squadre   | 41,166                                       | 39,400                                       | 40,666                                       | 42,166                                       | 42,433                                       | 41,432                                       | 247,263                                      | 9º                                           | Non qualificata | Non qualificata | Non qualificata | Non qualificata | Non qualificata | Non qualificata | Non qualificata | Non qualificata |
| Diogo Soares              | Concorso individuale | Vedi sopra qualificazioni concorso a squadre | Vedi sopra qualificazioni concorso a squadre | Vedi sopra qualificazioni concorso a squadre | Vedi sopra qualificazioni concorso a squadre | Vedi sopra qualificazioni concorso a squadre | Vedi sopra qualificazioni concorso a squadre | Vedi sopra qualificazioni concorso a squadre | Vedi sopra qualificazioni concorso a squadre | 14,133          | 12,833          | 13,233          | 13,833          | 13,700          | 13,466          | 81,198          | 20º             |
| Caio Souza                | Concorso individuale | Vedi sopra qualificazioni concorso a squadre | Vedi sopra qualificazioni concorso a squadre | Vedi sopra qualificazioni concorso a squadre | Vedi sopra qualificazioni concorso a squadre | Vedi sopra qualificazioni concorso a squadre | Vedi sopra qualificazioni concorso a squadre | Vedi sopra qualificazioni concorso a squadre | Vedi sopra qualificazioni concorso a squadre | 12,933          | 12,133          | 14,500          | 14,200          | 14,500          | 13,266          | 81,532          | 17º             |
| Caio Souza                | Volteggio            | N.D.                                         | N.D.                                         | N.D.                                         | 14,700                                       | N.D.                                         | N.D.                                         | N.D.                                         | 7º Q                                         | N.D.            | N.D.            | N.D.            | 13,683          | N.D.            | N.D.            | 13,683          | 8º              |
| Arthur Zanetti            | Anelli               | N.D.                                         | N.D.                                         | 14,900                                       | N.D.                                         | N.D.                                         | N.D.                                         | 14,900                                       | 5º Q                                         | N.D.            | N.D.            | 14,133          | N.D.            | N.D.            | N.D.            | 14,133          | 8º              |

Donne
| Atleta         | Evento               | Qualificazione | Qualificazione | Qualificazione | Qualificazione | Qualificazione | Qualificazione | Finale          | Finale          | Finale          | Finale          | Finale          | Finale          |
| Atleta         | Evento               | Attrezzo       | Attrezzo       | Attrezzo       | Attrezzo       | Totale         | Pos.           | Attrezzo        | Attrezzo        | Attrezzo        | Attrezzo        | Totale          | Pos.            |
| Atleta         | Evento               | CL             | V              | T              | P              | Totale         | Pos.           | CL              | V               | T               | P               | Totale          | Pos.            |
| -------------- | -------------------- | -------------- | -------------- | -------------- | -------------- | -------------- | -------------- | --------------- | --------------- | --------------- | --------------- | --------------- | --------------- |
| Rebeca Andrade | Concorso individuale | 14,066 Q       | 15,400 Q       | 13,733         | 14,200         | 57,399         | 2ª Q           | 13,666          | 15,300          | 13,666          | 14,666          | 57,298          |                 |
| Flávia Saraiva | Concorso individuale | 12,066         | N.D.           | 13,966 Q       | N.D.           | N.D.           | N.D.           | Non qualificata | Non qualificata | Non qualificata | Non qualificata | Non qualificata | Non qualificata |
| Rebeca Andrade | Corpo libero         | 14,066         | N.D.           | N.D.           | N.D.           | 14,066         | 4ª Q           | 14,033          | N.D.            | N.D.            | N.D.            | 14,033          | 5ª              |
| Rebeca Andrade | Volteggio            | N.D.           | 15,100         | N.D.           | N.D.           | 15,100         | 3ª Q           | N.D.            | 15,083          | N.D.            | N.D.            | 15,083          |                 |
| Flávia Saraiva | Trave                | N.D.           | N.D.           | 13,966         | N.D.           | 13,966         | 9ª Q           | N.D.            | N.D.            | 13,133          | N.D.            | 13,133          | 7ª              |

### Ginnastica ritmica
| Atleta                                                                               | Evento             | Qualificazione | Qualificazione        | Qualificazione | Qualificazione | Finale          | Finale                | Finale          | Finale          |
| Atleta                                                                               | Evento             | Attrezzo       | Attrezzo              | Totale         | Classifica     | Attrezzo        | Attrezzo              | Totale          | Classifica      |
| Atleta                                                                               | Evento             | 5 nastri       | 3 clavette e 2 cerchi | Totale         | Classifica     | 5 nastri        | 3 clavette e 2 cerchi | Totale          | Classifica      |
| ------------------------------------------------------------------------------------ | ------------------ | -------------- | --------------------- | -------------- | -------------- | --------------- | --------------------- | --------------- | --------------- |
| Maria Eduarda Arakaki Beatriz Linhares Déborah Medrado Nicole Pircio Geovanna Santos | Concorso a squadre | 35,450         | 37,800                | 73,250         | 12ª            | Non qualificate | Non qualificate       | Non qualificate | Non qualificate |

## Judo
Uomini
| Atleta              | Evento  | Preliminari          | 16-esimi             | Ottavi               | Quarti               | Semifinali           | Ripescaggio          | Finale / FB                      | Pos.            |
| Atleta              | Evento  | Avversario Punteggio | Avversario Punteggio | Avversario Punteggio | Avversario Punteggio | Avversario Punteggio | Avversario Punteggio | Avversario Punteggio             | Pos.            |
| ------------------- | ------- | -------------------- | -------------------- | -------------------- | -------------------- | -------------------- | -------------------- | -------------------------------- | --------------- |
| Eric Takabatake     | 60 kg   | N.D.                 | Sithisane V 10–00    | Kim W-j P 00–10      | Non qualificato      | Non qualificato      | Non qualificato      | Non qualificato                  | Non qualificato |
| Daniel Cargnin      | 66 kg   | N.D.                 | Abdelmawgoud V 10–00 | Vieru V 01–00        | Lombardo V 01–00     | Abe P 00–10          | N.D.                 | Finale 3º posto Shmailov V 01–00 |                 |
| Eduardo Barbosa     | 73 kg   | Bye                  | Chaine P 00–10       | Non qualificato      | Non qualificato      | Non qualificato      | Non qualificato      | Non qualificato                  | Non qualificato |
| Eduardo Yudy Santos | 81 kg   | Bye                  | Muki P 00–10         | Non qualificato      | Non qualificato      | Non qualificato      | Non qualificato      | Non qualificato                  | Non qualificato |
| Rafael Macedo       | 90 kg   | Bozbayev P 00–10     | Non qualificato      | Non qualificato      | Non qualificato      | Non qualificato      | Non qualificato      | Non qualificato                  | Non qualificato |
| Rafael Buzacarini   | 100 kg  | N.D.                 | Nikiforov P 00–01    | Non qualificato      | Non qualificato      | Non qualificato      | Non qualificato      | Non qualificato                  | Non qualificato |
| Rafael Silva        | +100 kg | N.D.                 | Bye                  | Kokauri V 10–00      | Tushishvili P 00–10  | N.D.                 | Riner P 00–11        | Non qualificato                  | Non qualificato |

Donne
| Atleta                | Evento | 16-esimi             | Ottavi               | Quarti                    | Semifinali           | Ripescaggio          | Finale / FB                      | Pos.            |
| Atleta                | Evento | Avversario Punteggio | Avversario Punteggio | Avversario Punteggio      | Avversario Punteggio | Avversario Punteggio | Avversario Punteggio             | Pos.            |
| --------------------- | ------ | -------------------- | -------------------- | ------------------------- | -------------------- | -------------------- | -------------------------------- | --------------- |
| Gabriela Chibana      | 48 kg  | Boniface V 10–00     | Krasniqi P 00–10     | Non qualificata           | Non qualificata      | Non qualificata      | Non qualificata                  | Non qualificata |
| Larissa Pimenta       | 52 kg  | Perenc V 01–00       | Abe P 00–10          | Non qualificata           | Non qualificata      | Non qualificata      | Non qualificata                  | Non qualificata |
| Ketleyn Quadros       | 63 kg  | David V 10–00        | Gankhaich V 10–00    | Beauchemin-Pinard P 00–10 | N.D.                 | Franssen P 00–10     | Non qualificata                  | Non qualificata |
| Maria Portela         | 70 kg  | Shaheen V 10–00      | Tajmazova P 00–10    | Non qualificata           | Non qualificata      | Non qualificata      | Non qualificata                  | Non qualificata |
| Mayra Aguiar          | 78 kg  | Bye                  | Lanir V 10–00        | Wagner P 00–01            | N.D.                 | Babintseva V 10–00   | Finale 3º posto Yoon H-j V 10–00 |                 |
| Maria Suelen Altheman | +78 kg | Bye                  | Velenšek V 10–00     | Dicko P 00–11             | N.D.                 | Xu Sy P DNS          | Non qualificata                  | Non qualificata |

Misto
| Atleta | Evento        | Ottavi               | Quarti               | Semifinali           | Ripescaggio          | Finale               | Pos.            |
| Atleta | Evento        | Avversario Punteggio | Avversario Punteggio | Avversario Punteggio | Avversario Punteggio | Avversario Punteggio | Pos.            |
| --- | ------------- | -------------------- | -------------------- | -------------------- | -------------------- | -------------------- | --------------- |
| Mayra Aguiar Eduardo Barbosa Rafael Buzacarini Daniel Cargnin Rafael Macedo Larissa Pimenta Maria Portela Rafael Silva Eduardo Yudy Santos | Squadre miste | Bye                  | Paesi Bassi P 2–4    | N.D.                 | Israele P 2–4        | Non qualificata      | Non qualificata |

## Lotta

### Libera
| Atleta         | Evento          | Ottavi               | Quarti               | Semifinali           | Ripescaggio          | Finale / FB          | Pos.            |
| Atleta         | Evento          | Avversario Risultato | Avversario Risultato | Avversario Risultato | Avversario Risultato | Avversario Risultato | Pos.            |
| -------------- | --------------- | -------------------- | -------------------- | -------------------- | -------------------- | -------------------- | --------------- |
| Laís Nunes     | 62 kg femminile | Yusein P 1-4SP       | Non qualificata      | Non qualificata      | Non qualificata      | Non qualificata      | Non qualificata |
| Aline Ferreira | 76 kg femminile | Adar P 1–3PO         | Non qualificata      | Non qualificata      | Non qualificata      | Non qualificata      | Non qualificata |

### Greco-romana
| Atleta             | Evento          | Ottavi               | Quarti               | Semifinali           | Ripescaggio          | Finale               | Pos.            |
| Atleta             | Evento          | Avversario Risultato | Avversario Risultato | Avversario Risultato | Avversario Risultato | Avversario Risultato | Pos.            |
| ------------------ | --------------- | -------------------- | -------------------- | -------------------- | -------------------- | -------------------- | --------------- |
| Eduard Soghomonyan | 130 kg maschile | Popp P 0–2PO         | Non qualificato      | Non qualificato      | Non qualificato      | Non qualificato      | Non qualificato |

## Nuoto
Uomini
| Athlete                                                          | Event                | Heat     | Heat  | Semifinal       | Semifinal       | Final           | Final           |
| Athlete                                                          | Event                | Time     | Rank  | Time            | Rank            | Time            | Rank            |
| ---------------------------------------------------------------- | -------------------- | -------- | ----- | --------------- | --------------- | --------------- | --------------- |
| Bruno Fratus                                                     | 50 m stile libero    | 21"67    | 4º Q  | 21"60           | 3º Q            | 21"57           |                 |
| Gabriel Santos                                                   | 100 m stile libero   | 49"33    | 32º   | Non qualificato | Non qualificato | Non qualificato | Non qualificato |
| Pedro Spajari                                                    | 100 m stile libero   | 48"74    | 25º   | Non qualificato | Non qualificato | Non qualificato | Non qualificato |
| Murilo Sartori                                                   | 200 m stile libero   | 1'47"11  | 24º   | Non qualificato | Non qualificato | Non qualificato | Non qualificato |
| Fernando Scheffer                                                | 200 m stile libero   | 1'45"05  | 2º Q  | 1'45"71         | 8º Q            | 1'44"66         |                 |
| Guilherme Costa                                                  | 400 m stile libero   | 3'45"99  | 11º   | N.D.            | N.D.            | Non qualificato | Non qualificato |
| Guilherme Costa                                                  | 800 m stile libero   | 7'46"09  | 5º Q  | N.D.            | N.D.            | 7'53"31         | 8º              |
| Guilherme Costa                                                  | 1500 m stile libero  | 15'01"18 | 13º   | N.D.            | N.D.            | Non qualificato | Non qualificato |
| Guilherme Basseto                                                | 100 m dorso          | 53"84    | 20º   | Non qualificato | Non qualificato | Non qualificato | Non qualificato |
| Guilherme Guido                                                  | 100 m dorso          | 53"65    | 11º Q | 53"80           | 15º             | Non qualificato | Non qualificato |
| Felipe Lima                                                      | 100 m rana           | 59"17    | 8º Q  | 59"80           | 12º             | Non qualificato | Non qualificato |
| Caio Pumputis                                                    | 100 m rana           | 1'00"76  | 34º   | Non qualificato | Non qualificato | Non qualificato | Non qualificato |
| Matheus Gonche                                                   | 100 m farfalla       | 53"02    | 43º   | Non qualificato | Non qualificato | Non qualificato | Non qualificato |
| Vinicius Lanza                                                   | 100 m farfalla       | 52"08    | 26º   | Non qualificato | Non qualificato | Non qualificato | Non qualificato |
| Leonardo de Deus                                                 | 200 m farfalla       | 1'54"83  | 3º Q  | 1'54"97         | 2º Q            | 1'55"19         | 6º              |
| Vinicius Lanza                                                   | 200 m misti          | 1'58"92  | 25º   | Non qualificato | Non qualificato | Non qualificato | Non qualificato |
| Caio Pumputis                                                    | 200 m misti          | 1'58"36  | 19º   | Non qualificato | Non qualificato | Non qualificato | Non qualificato |
| Breno Correia Pedro Spajari Gabriel Santos Marcelo Chierighini   | 4×100 m stile libero | 3'12"59  | 5ª Q  | N.D.            | N.D.            | 3'13"41         | 8ª              |
| Fernando Scheffer Murilo Sartori Breno Correia Luiz Altamir Melo | 4×200 m stile libero | 7'07"73  | 8ª Q  | N.D.            | N.D.            | 7'08"22         | 8ª              |
| Marcelo Chierighini Guilherme Guido Felipe Lima Vinicius Lanza   | 4×100 m misti        | DSQ      | DSQ   | DSQ             | DSQ             | DSQ             | DSQ             |

Donne
| Athlete                                                                   | Event                | Heat     | Heat | Semifinal       | Semifinal       | Final           | Final           |
| Athlete                                                                   | Event                | Time     | Rank | Time            | Rank            | Time            | Rank            |
| ------------------------------------------------------------------------- | -------------------- | -------- | ---- | --------------- | --------------- | --------------- | --------------- |
| Etiene Medeiros                                                           | 50 m stile libero    | 25"45    | 29ª  | Non qualificata | Non qualificata | Non qualificata | Non qualificata |
| Larissa Oliveira                                                          | 100 m stile libero   | 55"53    | 30ª  | Non qualificata | Non qualificata | Non qualificata | Non qualificata |
| Viviane Jungblut                                                          | 800 m stile libero   | 8'38"88  | 24ª  | N.D.            | N.D.            | Non qualificata | Non qualificata |
| Beatriz Dizotti                                                           | 1500 m stile libero  | 16'29"37 | 24ª  | N.D.            | N.D.            | Non qualificata | Non qualificata |
| Viviane Jungblut                                                          | 1500 m stile libero  | 16'21"29 | 20ª  | N.D.            | N.D.            | Non qualificata | Non qualificata |
| Larissa Oliveira Ana Carolina Vieira Etiene Medeiros Stephanie Balduccini | 4×100 m stile libero | 3'39"19  | 12ª  | N.D.            | N.D.            | Non qualificata | Non qualificata |
| Aline Rodrigues Larissa Oliveira Nathália Almeida Gabrielle Roncatto      | 4×200 m stile libero | 7'59"50  | 10ª  | N.D.            | N.D.            | Non qualificata | Non qualificata |
| Ana Marcela Cunha                                                         | Maratona 10 km       | N.D.     | N.D. | N.D.            | N.D.            | 1h59'30"8       |                 |

Misto
| Athlete                                                              | Event         | Heat    | Heat | Final           | Final           |
| Athlete                                                              | Event         | Result  | Rank | Result          | Rank            |
| -------------------------------------------------------------------- | ------------- | ------- | ---- | --------------- | --------------- |
| Stephanie Balduccini Guilherme Basseto Giovanna Diamante Felipe Lima | 4×100 m misti | 3'46"74 | 14ª  | Non qualificata | Non qualificata |

## Pallamano
| Squadra             | Torneo    | Girone               | Girone               | Girone               | Girone               | Girone               | Girone | Quarti               | Semifinali           | Finale               | Pos.            |
| Squadra             | Torneo    | Avversario Punteggio | Avversario Punteggio | Avversario Punteggio | Avversario Punteggio | Avversario Punteggio | Pos.   | Avversario Punteggio | Avversario Punteggio | Avversario Punteggio | Pos.            |
| ------------------- | --------- | -------------------- | -------------------- | -------------------- | -------------------- | -------------------- | ------ | -------------------- | -------------------- | -------------------- | --------------- |
| Nazionale maschile  | Maschile  | Norvegia P 24–27     | Francia P 29–34      | Spagna P 25–32       | Argentina V 25–23    | Germania P 25–29     | 5ª     | Non qualificata      | Non qualificata      | Non qualificata      | Non qualificata |
| Nazionale femminile | Femminile | ROC D 24–24          | Ungheria V 33–27     | Spagna P 23–27       | Svezia P 31–34       | Francia P 22–29      | 6ª     | Non qualificata      | Non qualificata      | Non qualificata      | Non qualificata |

## Pallavolo
| Squadra                            | Torneo    | Girone               | Girone                | Girone               | Girone               | Girone               | Girone | Quarti               | Semifinali           | Finale / FB                     | Pos. |
| Squadra                            | Torneo    | Avversario Punteggio | Avversario Punteggio  | Avversario Punteggio | Avversario Punteggio | Avversario Punteggio | Pos.   | Avversario Punteggio | Avversario Punteggio | Avversario Punteggio            | Pos. |
| ---------------------------------- | --------- | -------------------- | --------------------- | -------------------- | -------------------- | -------------------- | ------ | -------------------- | -------------------- | ------------------------------- | ---- |
| Nazionale maschile (Convocazioni)  | Maschile  | Tunisia V 3–0        | Argentina V 3–2       | ROC P 0–3            | Stati Uniti V 3–1    | Francia V 3–2        | 2ª Q   | Giappone V 3–0       | ROC P 1–3            | Finale 3º posto Argentina P 2–3 | 4ª   |
| Nazionale femminile (Convocazioni) | Femminile | Corea del Sud V 3–0  | Rep. Dominicana V 3–2 | Giappone P 3–0       | Serbia V 3–1         | Kenya V 3–0          | 1ª Q   | ROC V 3–1            | Corea del Sud V 3–0  | Stati Uniti P 0–3               |      |

## Pentathlon moderno
| Atleta               | Evento         | Scherma   | Scherma | Scherma | Nuoto   | Nuoto | Nuoto | Equitazione | Equitazione | Equitazione | Combinato (corsa e pistola) | Combinato (corsa e pistola) | Combinato (corsa e pistola) | Totale | Posizione finale |
| Atleta               | Evento         | Risultati | Pos.    | Punti   | Tempo   | Pos.  | Punti | Penalità    | Pos.        | Punti       | Tempo                       | Pos.                        | Punti                       | Totale | Posizione finale |
| -------------------- | -------------- | --------- | ------- | ------- | ------- | ----- | ----- | ----------- | ----------- | ----------- | --------------------------- | --------------------------- | --------------------------- | ------ | ---------------- |
| Maria Iêda Guimarães | Gara femminile | 184+0     | 30ª     | 184     | 2'32"16 | 6ª    | 246   | EL          | 31ª         | 0           | DNF                         | 36ª                         | 0                           | 430    | 36ª              |

## Pugilato
Uomini
| Atleta                | Evento            | 16-esimi             | Ottavi               | Quarti               | Semifinali           | Finale               | Pos. |
| Atleta                | Evento            | Avversario Punteggio | Avversario Punteggio | Avversario Punteggio | Avversario Punteggio | Avversario Punteggio | Pos. |
| --------------------- | ----------------- | -------------------- | -------------------- | -------------------- | -------------------- | -------------------- | ---- |
| Wanderson de Oliveira | Pesi leggeri      | Salamana V 5–0       | Asanau V 3–2         | Cruz P 1–4           | Non qualificato      | Non qualificato      | 5º   |
| Hebert Conceição      | Pesi medi         | Bye                  | Tuoheta V 3–2        | Amankul V 3–2        | Bakshi V 4–1         | Khyzhniak V KO       |      |
| Keno Machado          | Pesi mediomassimi | Bye                  | Chen V 5–0           | Whittaker P 2–3      | Non qualificato      | Non qualificato      | 5º   |
| Abner Teixeira        | Pesi massimi      | Bye                  | Clarke V 4–1         | Ishaish V 4–1        | La Cruz V 1–4        | Non qualificato      |      |

Donne
| Atleta           | Evento       | 16-esimi             | Ottavi               | Quarti               | Semifinali           | Finale               | Pos. |
| Atleta           | Evento       | Avversario Punteggio | Avversario Punteggio | Avversario Punteggio | Avversario Punteggio | Avversario Punteggio | Pos. |
| ---------------- | ------------ | -------------------- | -------------------- | -------------------- | -------------------- | -------------------- | ---- |
| Graziele Jesus   | Pesi mosca   | Bye                  | Namiki P 0–5         | Non qualificata      | Non qualificata      | Non qualificata      | 9ª   |
| Jucielen Romeu   | Pesi piuma   | Bye                  | Artingstall P 0–5    | Non qualificata      | Non qualificata      | Non qualificata      | 9ª   |
| Beatriz Ferreira | Pesi leggeri | Bye                  | Wu V 5–0             | Kodirova V 5–0       | Potkonen V 5–0       | Harrington P 0–5     |      |

## Rugby a 7
| Squadra             | Torneo    | Girone               | Girone               | Girone               | Girone | Quarti               | Semifinale                            | Finale                            | Pos. |
| Squadra             | Torneo    | Avversario Punteggio | Avversario Punteggio | Avversario Punteggio | Pos.   | Avversario Punteggio | Avversario Punteggio                  | Avversario Punteggio              | Pos. |
| ------------------- | --------- | -------------------- | -------------------- | -------------------- | ------ | -------------------- | ------------------------------------- | --------------------------------- | ---- |
| Nazionale femminile | Femminile | Canada P 0–33        | Francia V 5–40       | Figi V 5–41          | 4ª     | N.D.                 | Semifinale 9º/12º posto Canada P 0–45 | Finale 11º posto Giappone V 21–12 | 11ª  |

## Scherma
| Atleta               | Evento                        | 32-esimi             | 16-esimi             | Ottavi               | Quarti               | Semifinali           | Finale               | Pos.            |
| Atleta               | Evento                        | Avversario Punteggio | Avversario Punteggio | Avversario Punteggio | Avversario Punteggio | Avversario Punteggio | Avversario Punteggio | Pos.            |
| -------------------- | ----------------------------- | -------------------- | -------------------- | -------------------- | -------------------- | -------------------- | -------------------- | --------------- |
| Guilherme Toldo      | Fioretto individuale maschile | Bye                  | Saitō P 10–15        | Non qualificato      | Non qualificato      | Non qualificato      | Non qualificato      | Non qualificato |
| Nathalie Moellhausen | Spada individuale femminile   | Bye                  | Fiamingo P 9–10      | Non qualificata      | Non qualificata      | Non qualificata      | Non qualificata      | Non qualificata |

## Skateboard
| Atleta          | Evento           | Qualificazione | Qualificazione | Finale          | Finale          |
| Atleta          | Evento           | Punteggio      | Pos.           | Punteggio       | Pos.            |
| --------------- | ---------------- | -------------- | -------------- | --------------- | --------------- |
| Pedro Barros    | Park maschile    | 77,14          | 4º Q           | 86,14           |                 |
| Luiz Francisco  | Park maschile    | 84,31          | 1º Q           | 83,14           | 4º              |
| Pedro Quintas   | Park maschile    | 79,02          | 3º Q           | 38,47           | 8º              |
| Yndiara Asp     | Park femminile   | 43,23          | 7ª Q           | 37,34           | 8ª              |
| Isadora Pacheco | Park femminile   | 37,08          | 10ª            | Non qualificata | Non qualificata |
| Dora Varella    | Park femminile   | 41,59          | 8ª Q           | 40,42           | 7ª              |
| Felipe Gustavo  | Street maschile  | 24,75          | 14º            | Non qualificato | Non qualificato |
| Kelvin Hoefler  | Street maschile  | 34,69          | 4º Q           | 36,15           |                 |
| Giovanni Vianna | Street maschile  | 28,15          | 12º            | Non qualificato | Non qualificato |
| Letícia Bufoni  | Street femminile | 10,91          | 9ª             | Non qualificata | Non qualificata |
| Rayssa Leal     | Street femminile | 14,91          | 3ª Q           | 14,64           |                 |
| Pamela Rosa     | Street femminile | 10,06          | 10ª            | Non qualificata | Non qualificata |

## Sollevamento pesi
| Atleta             | Evento          | Strappo   | Strappo    | Slancio   | Slancio    | Totale | Classifica |
| Atleta             | Evento          | Risultato | Classifica | Risultato | Classifica | Totale | Classifica |
| ------------------ | --------------- | --------- | ---------- | --------- | ---------- | ------ | ---------- |
| Nathasha Rosa      | 49 kg femminile | 78        | 9ª         | 95        | 8ª         | 173    | 9ª         |
| Jaqueline Ferreira | 87 kg femminile | 100       | 11ª        | 115       | 12ª        | 215    | 12ª        |

## Surf
| Atleta              | Evento               | Round 1   | Round 1 | Round 2   | Round 2 | Round 3                 | Quarti               | Semifinale             | Finale / FB           | Pos.            |
| Atleta              | Evento               | Punteggio | Pos.    | Punteggio | Pos.    | Avversario Risultato    | Avversario Risultato | Avversario Risultato   | Avversario Risultato  | Pos.            |
| ------------------- | -------------------- | --------- | ------- | --------- | ------- | ----------------------- | -------------------- | ---------------------- | --------------------- | --------------- |
| Ítalo Ferreira      | Shortboard maschile  | 13,67     | 1º R3   | Bye       | Bye     | Stairmand V 14,54–9,567 | Ohhara V 16,30–11,90 | Wright V 13,17–12,47   | Igarashi V 15,14–6,60 |                 |
| Gabriel Medina      | Shortboard maschile  | 12,23     | 1º R3   | Bye       | Bye     | Wilson V 14,33–13,00    | Bourez V 15,33–13,66 | Igarashi P 16,76–17,00 | Wright P 11,77–11,97  | 4º              |
| Silvana Lima        | Shortboard femminile | 12,13     | 2ª R3   | Bye       | Bye     | Bonvalot V 12,17–7,50   | Moore P 8,30–14,26   | Non qualificata        | Non qualificata       | Non qualificata |
| Tatiana Weston-Webb | Shortboard femminile | 11,33     | 1ª R3   | Bye       | Bye     | Tsuzuki P 9,00–10,33    | Non qualificata      | Non qualificata        | Non qualificata       | Non qualificata |

## Taekwondo
| Atleta              | Evento          | Qualificazioni       | Ottavi               | Quarti               | Semifinali           | Ripescaggio          | Finale / FB                   | Pos.            |
| Atleta              | Evento          | Avversario Punteggio | Avversario Punteggio | Avversario Punteggio | Avversario Punteggio | Avversario Punteggio | Avversario Punteggio          | Pos.            |
| ------------------- | --------------- | -------------------- | -------------------- | -------------------- | -------------------- | -------------------- | ----------------------------- | --------------- |
| Edival Pontes       | 68 kg maschile  | Bye                  | Reçber P 18–25       | Non qualificato      | Non qualificato      | Non qualificato      | Non qualificato               | Non qualificato |
| Ícaro Miguel Soares | 80 kg maschile  | N.D.                 | Alessio P 3–22       | Non qualificato      | Non qualificato      | Non qualificato      | Non qualificato               | Non qualificato |
| Milena Titoneli     | 67 kg femminile | N.D.                 | Al-Sadeq V 9–9 SUP   | Jelić P 9–30         | Non qualificata      | Lee V 26–5           | Finale 3º posto Gbagbi P 8–12 | 4ª              |

## Tennis

### Singolare
| Atleta          | Evento             | 32-esimi                      | 16-esimi             | Ottavi               | Quarti               | Semifinali           | Finale               | Pos.            |
| Atleta          | Evento             | Avversario Punteggio          | Avversario Punteggio | Avversario Punteggio | Avversario Punteggio | Avversario Punteggio | Avversario Punteggio | Pos.            |
| --------------- | ------------------ | ----------------------------- | -------------------- | -------------------- | -------------------- | -------------------- | -------------------- | --------------- |
| João Menezes    | Singolare maschile | Čilić P (7–6(5), 5–7, 6(7)–7) | Non qualificato      | Non qualificato      | Non qualificato      | Non qualificato      | Non qualificato      | Non qualificato |
| Thiago Monteiro | Singolare maschile | Struff P (3–6, 4–6)           | Non qualificato      | Non qualificato      | Non qualificato      | Non qualificato      | Non qualificato      | Non qualificato |

### Doppio
| Atleta                         | Evento           | 16-esimi                            | Ottavi                                       | Quarti                                     | Semifinali                    | Finale / FB                                                | Pos.            |
| Atleta                         | Evento           | Avversario Punteggio                | Avversario Punteggio                         | Avversario Punteggio                       | Avversario Punteggio          | Avversario Punteggio                                       | Pos.            |
| ------------------------------ | ---------------- | ----------------------------------- | -------------------------------------------- | ------------------------------------------ | ----------------------------- | ---------------------------------------------------------- | --------------- |
| Marcelo Demoliner Marcelo Melo | Doppio maschile  | Mektić / Pavić P (6(6)–7, 4–6)      | Non qualificati                              | Non qualificati                            | Non qualificati               | Non qualificati                                            | Non qualificati |
| Laura Pigossi Luisa Stefani    | Doppio femminile | Dabrowski / Fichman V (7–6(3), 6–4) | Plíšková / Vondroušová V (2–6, 6–4, [13–11]) | Mattek-Sands / Pegula V (1–6, 6–3, [10–6]) | Bencic / Golubic P (5–7, 3–6) | Finale 3º posto Kudermetova / Vesnina V (4–6, 6–4, [11–9]) |                 |
| Luisa Stefani Marcelo Melo     | Doppio misto     | N.D.                                | Stojanović / Djokovic P (3–6, 4–6)           | Non qualificati                            | Non qualificati               | Non qualificati                                            | Non qualificati |

## Tennistavolo
| Atleta                                           | Evento            | Preliminari          | Round 1              | Round 2              | Round 3              | Ottavi               | Quarti               | Semifinali           | Finale               | Pos.            |
| Atleta                                           | Evento            | Avversario Punteggio | Avversario Punteggio | Avversario Punteggio | Avversario Punteggio | Avversario Punteggio | Avversario Punteggio | Avversario Punteggio | Avversario Punteggio | Pos.            |
| ------------------------------------------------ | ----------------- | -------------------- | -------------------- | -------------------- | -------------------- | -------------------- | -------------------- | -------------------- | -------------------- | --------------- |
| Hugo Calderano                                   | Singolo maschile  | Bye                  | Bye                  | Bye                  | Tokić V 4–1          | Jang W-j V 4–3       | Ovtcharov P 2–4      | Non qualificato      | Non qualificato      | Non qualificato |
| Gustavo Tsuboi                                   | Singolo maschile  | Bye                  | Bye                  | Ionescu V 4–1        | Aruna V 4–2          | Lin P 2–4            | Non qualificato      | Non qualificato      | Non qualificato      | Non qualificato |
| Bruna Takahashi                                  | Singolo femminile | Bye                  | Bye                  | Yuan P 0–4           | Non qualificata      | Non qualificata      | Non qualificata      | Non qualificata      | Non qualificata      | Non qualificata |
| Jéssica Yamada                                   | Singolo femminile | Bye                  | Moret P 2–4          | Non qualificata      | Non qualificata      | Non qualificata      | Non qualificata      | Non qualificata      | Non qualificata      | Non qualificata |
| Hugo Calderano Vitor Ishiy Gustavo Tsuboi        | Squadre maschile  | N.D.                 | N.D.                 | N.D.                 | N.D.                 | Serbia V 3–2         | Corea del Sud P 0–3  | Non qualificata      | Non qualificata      | Non qualificata |
| Caroline Kumahara Bruna Takahashi Jéssica Yamada | Squadre femminile | N.D.                 | N.D.                 | N.D.                 | N.D.                 | Hong Kong P 1–3      | Non qualificata      | Non qualificata      | Non qualificata      | Non qualificata |

## Tiro a segno/volo
| Atleta            | Evento                               | Qualificazione | Qualificazione | Finale          | Finale          |
| Atleta            | Evento                               | Punteggio      | Classifica     | Punteggio       | Classifica      |
| ----------------- | ------------------------------------ | -------------- | -------------- | --------------- | --------------- |
| Felipe Almeida Wu | Pistola 10 m aria compressa maschile | 566            | 32º            | Non qualificato | Non qualificato |

## Tiro con l'arco
| Atleta                                   | Evento                | Classificazione | Classificazione | 32-esimi             | 16-esimi             | Ottavi               | Quarti               | Semifinali           | Finale / FB          | Pos.            |
| Atleta                                   | Evento                | Punteggio       | Pos.            | Avversario Punteggio | Avversario Punteggio | Avversario Punteggio | Avversario Punteggio | Avversario Punteggio | Avversario Punteggio | Pos.            |
| ---------------------------------------- | --------------------- | --------------- | --------------- | -------------------- | -------------------- | -------------------- | -------------------- | -------------------- | -------------------- | --------------- |
| Marcus D'Almeida                         | Individuale maschile  | 651             | 40º             | Huston V 7–1         | van den Berg V 7–1   | Nespoli P 0–6        | Non qualificato      | Non qualificato      | Non qualificato      | Non qualificato |
| Ane Marcelle dos Santos                  | Individuale femminile | 636             | 33ª             | Vázquez V 6–4        | An P 1–7             | Non qualificata      | Non qualificata      | Non qualificata      | Non qualificata      | Non qualificata |
| Marcus D'Almeida Ane Marcelle dos Santos | Squadra mista         | 1287            | 20ª             | N.D.                 | N.D.                 | Non qualificata      | Non qualificata      | Non qualificata      | Non qualificata      | Non qualificata |

## Triathlon
| Atleta         | Evento                | Nuoto  | T1    | Ciclismo | T2    | Corsa  | Totale   | Classifica |
| -------------- | --------------------- | ------ | ----- | -------- | ----- | ------ | -------- | ---------- |
| Manoel Messias | Individuale maschile  | 18'37" | 0'38" | 57'40"   | 0'33" | 30'43" | 1h48'11" | 28º        |
| Luisa Baptista | Individuale femminile | 20'12" | 0'44" | 1h06'04" | 0'32" | 38'00" | 2h05'32" | 32ª        |
| Vittória Lopes | Individuale femminile | 18'26" | 0'45" | 1h03'56" | 0'41" | 39'21" | 2h03'09" | 28ª        |

## Tuffi
| Atleta          | Evento                     | Preliminari | Preliminari | Semifinale      | Semifinale      | Finale          | Finale          |
| Atleta          | Evento                     | Punti       | Classifica  | Punti           | Classifica      | Punti           | Classifica      |
| --------------- | -------------------------- | ----------- | ----------- | --------------- | --------------- | --------------- | --------------- |
| Kawan Pereira   | Piattaforma 10 m maschile  | 371,65      | 17º Q       | 410,30          | 12º Q           | 393,85          | 10º             |
| Luana Lira      | Trampolino 3 m femminile   | 244,35      | 21ª         | Non qualificata | Non qualificata | Non qualificata | Non qualificata |
| Ingrid Oliveira | Piattaforma 10 m femminile | 261,20      | 24ª         | Non qualificata | Non qualificata | Non qualificata | Non qualificata |

## Vela
| Atleta                                  | Evento           | Regata | Regata | Regata | Regata | Regata | Regata | Regata | Regata | Regata | Regata | Regata | Regata | Regata | Punteggio Totale | Punteggio Netto | Classifica |
| Atleta                                  | Evento           | 1      | 2      | 3      | 4      | 5      | 6      | 7      | 8      | 9      | 10     | 11     | 12     | M      | Punteggio Totale | Punteggio Netto | Classifica |
| --------------------------------------- | ---------------- | ------ | ------ | ------ | ------ | ------ | ------ | ------ | ------ | ------ | ------ | ------ | ------ | ------ | ---------------- | --------------- | ---------- |
| Patricia Freitas                        | RS:X femminile   | 13     | 14     | 4      | 11     | 12     | 10     | 9      | 7      | 19     | 10     | 15     | 12     | 8      | 152              | 133             | 10ª        |
| Robert Scheidt                          | Laser maschile   | 11     | 10     | 4      | 3      | 17     | 5      | 8      | 12     | 24     | 16     | N.D.   | N.D.   | 9      | 128              | 104             | 8º         |
| Bruno Bethlem Henrique Haddad           | 470 maschile     | 16     | 3      | 17     | 2      | 18     | 19     | 12     | 17     | 16     | 15     | N.D.   | N.D.   | EL     | 135              | 118             | 16ª        |
| Bruno Bethlem Fernanda Oliveira         | 470 femminile    | 15     | 5      | 1      | 10     | 13     | 4      | 10     | 10     | 8      | 1      | N.D.   | N.D.   | 20     | 97               | 82              | 9ª         |
| Gabriel Borges Marco Grael              | 49er maschile    | 8      | 16     | 12     | 9      | DSQ    | DSQ    | UFD    | 8      | 6      | 19     | 11     | 18     | EL     | 167              | 147             | 16ª        |
| Martine Grael Kahena Kunze              | 49erFX femminile | 15     | 5      | 1      | 10     | 7      | 6      | 1      | 6      | 10     | 12     | 2      | 10     | 6      | 91               | 76              |            |
| Samuel Albrecht Gabriela Nicolino de Sá | Nacra 17 misto   | 10     | 14     | 9      | 9      | 10     | 10     | 2      | 7      | 6      | 18     | 10     | 10     | 20     | 135              | 117             | 10ª        |